# Radio Moldova
Radio Moldova est le nom de l'une des trois stations de radio publiques de Moldavie. Née le 30 octobre 1930, elle est la plus ancienne station de radio moldave. Elle dépend de la compagnie d'état Teleradio-Moldova et émet depuis des studios installés dans la capitale du pays, Chișinău.
Les émissions débutent chaque matin à 6 heures par la diffusion de l'hymne national auquel succède en semaine le programme « Radiomatinal », lequel mêle bulletins d'information, musique et chroniques pratiques (prévisions météorologiques, horoscope, trafic, agenda politique et culturel). 
Les principaux programmes diffusés sur les ondes de Radio Moldova sont d'ordre informatif, tel « Panorama zilei » (Panorama du jour) ou « Panorama săptămînii » (Panorama de la semaine). Des « Buletin de știri » (bulletins d'information) viennent interrompre les programmes régulièrement, tandis que le soir est diffusé « Radiojurnal » un journal traitant de l'actualité en profondeur. 
Les autres émissions de la station laissent la part belle aux programmes culturels et à la musique locale et internationale. La clôture des programmes intervient à minuit par la diffusion de l'hymne national, lequel est ensuite suivi durant la nuit de rediffusions et de musique.
Les émissions de Radio Moldova sont diffusées en langue roumaine, ainsi que dans les langues des minorités nationales. La station dispose de fréquences en modulation de fréquence ; les programmes de Radio Moldova et de Radio Moldova Internațional peuvent également être entendus dans le monde entier par le biais d'internet.

## Notes et références

Logo en 2009.